# 林宜禾
林宜禾（1996年8月27日—），臺灣女演員，童星出身，父親為資深演員林義芳。

## 演藝經歷
幼稚園起曾參演多齣民視《台灣奇案》單元，角色名以「林拆厝」居多，直到小學4年級因學校關係而停止演出。
2017年重新出發，在華視八點檔《春風愛河邊》飾演女保鑣「跟前」，有不少武打戲碼。
2018年為TVBS八點檔《女兵日記》落髮，飾演女兵「溫馨」，該劇首播收視率開出紅盤。

## 電視劇
| 年 份  | 頻 道               | 劇 名                            | 角 色          |
| 2000年 | 民視                | 《台灣奇案－平湖告王爺》         | 彭味           |
| 2000年 | 民視                | 《台灣奇案－平湖光福審奇冤》     | 彭味           |
| 2000年 | 民視                | 《台灣奇案－鹿港聖母心》         | 林拆厝         |
| 2000年 | 民視                | 《台灣奇案－鹿港慈母淚》         | 林拆厝         |
|        | 民視                | 《台灣奇案－草漯鬼胎》           | 林拆厝         |
|        | 民視                | 《台灣奇案－二林：媽祖渡賭鬼》   | 林拆厝         |
| 2005年 | 民視                | 《台灣奇案－府城斬駙馬》         | 王月淑（幼年） |
| 2008年 | 民視                | 《傳奇劇場－伸港塗葛崛：喜沖喜》 | 林拆厝         |
| 2008年 | 民視                | 《傳奇劇場－諸羅：虎頭籤》       | 寶貴（幼年）   |
| 2017年 | 華視                | 《春風愛河邊》                   | 林芊雨（跟前） |
| 2018年 | TVBS歡樂台          | 《女兵日記》                     | 溫馨           |
| 2019年 | 三立台灣台          | 《戲說台灣－七爺八爺收徒弟》     | 陳春美         |
| 2019年 | 三立台灣台          | 《炮仔聲》                       | 魔術師         |
| 2019年 | LINE TV、八大綜合台 | 《靈異街11號》                   | 護士           |
| 2019年 | 三立台灣台          | 《戲說台灣－蘇王爺除疫鬼》       | 石秀茹         |
| 2019年 | 三立台灣台          | 《戲說台灣－糊紙店風雲》         | 杜春花         |
| 2020年 | 大愛電視台          | 《大林學校》                     | 阿君           |
| 2020年 | 台視                | 《生生世世》                     | 許文菊         |
| 2020年 | 三立台灣台          | 《戲說台灣－鬼姑婆點尪婿》       | 林明珠         |
| 2020年 | 三立台灣台          | 《戲說台灣－抓鬼門神》           | 孫鳳娘         |
| 2021年 | 民視                | 《新台灣奇案－思想起》           | 賴秀娟         |
| 2023年 | 三立台灣台          | 《戲說台灣－散赤救財神》         | 邱怡美         |
| 2023年 | 三立台灣台          | 《戲說台灣－驚世奇案陳守娘》     | 林麗雪         |
| 2023年 | 三立台灣台          | 《戲說台灣－安平王爺採船》       | 愛子           |
| 2023年 | 三立台灣台          | 《戲說台灣－觀音媽反轎》         | 廖阿春         |
| 2024年 | 華視、公視台語台    | 《少女八家將》                   | 徐鈺婷         |
| 2024年 | 三立台灣台          | 《戲說台灣－財神包娶某》         | 月老           |
| 2024年 | 三立台灣台          | 《戲說台灣－瘋女度天命女》       | 陳家慧/靈貓    |
| 2024年 | 三立台灣台          | 《戲說台灣－姑娘仔收孤娘》       | 魏扁           |
| 2024年 | 三立台灣台          | 《戲說台灣－太子爺斬鳳陽》       | 邱金妙         |
| 2024年 | 三立台灣台          | 《戲說台灣－月老賜陰緣》         | 古碧珠         |
| 2024年 | 三立台灣台          | 《戲說台灣－金雞公》             | 羅俊英         |
| 2024年 | 三立台灣台          | 《戲說台灣－喜神救新娘》         | 高美雲         |
| 2025年 | 三立台灣台          | 《戲說台灣－金虎爺鎮邪靈》       | 王美靜         |
| 2025年 | 三立台灣台          | 《戲說台灣－九華山乞丐掠交替》   | 徐鳳君         |
| 2025年 | 三立台灣台          | 《戲說台灣－醫聖華陀觕徒弟》     | 古錐           |
| 2025年 | 三立台灣台          | 《天知道》                       | 一禾           |
| 2025年 |                     | 《扳手阿發》                     | 陳思思         |

## MV
| 年 份  | 歌 手  | 歌 名              | 角 色  |
| 2024年 | 郭婷筠 | 《上憨的人》       | 女主角 |
| 2024年 | 郭婷筠 | 《愛你到底為啥物》 | 女主角 |

## 節目通告
| 頻 道      | 節目名稱         |
| 中天綜合台 | 《麻辣天后傳》   |
| 民視       | 《超級冰冰Show》 |

## 外部連結
- 林宜禾-Rebecca的Facebook專頁
- 林宜禾♡︎的Instagram帳戶